# Asian Highway 5
Der Asian Highway 5 (AH5) (englisch für ‚Asiatische Fernstraße 5‘) ist eine Strecke des Asiatischen Fernstraßen-Projektes mit einer Gesamtlänge von 10.380 km. Die Straße beginnt in China und führt durch Kasachstan, Kirgisistan, Usbekistan, Turkmenistan, Aserbaidschan, Georgien und endet in der Türkei, wo sie an den  und die  anschließt.
Ähnlich den Europastraßen werden existierende Strecken zusätzlich mit der Bezeichnung „AH5“ ausgestattet. Die teilnehmenden Staaten haben sich verpflichtet, den Ausbaustandard der transnationalen Straßen zu erhöhen.

## China
Strecke in China: 4815 km
- G42: Shanghai – Wuxi – Nanjing
- G40: Nanjing – Xinyang – Xi’an
- G30: Xi’an – Lanzhou – Ürümqi – Kuytun
- Grenze  Kasachstan

## Kasachstan
Strecke in Kasachstan: 1033 km
- Grenze  Volksrepublik China
- A2: Almaty – Qaskeleng
- Grenze  Kirgisistan

## Kirgisistan
Strecke in Kirgisistan: 111 km
- Grenze  Kasachstan
- M39: Grenze – Bischkek – Karabalta
- Grenze  Kasachstan

## Kasachstan
Strecke in Kasachstan: 853 km
- Grenze  Kirgisistan
- A2: Merke – Taraz – Schymkent
- Grenze  Usbekistan

## Usbekistan
Strecke in Usbekistan: 677 km
- Grenze  Kasachstan
- M39: Taschkent – Samarkand – Navoiy – Buchara
- M37: Samarkand – Navoiy – Buchara
- Grenze  Turkmenistan

## Turkmenistan
Strecke in Turkmenistan: 1227 km
- Grenze  Usbekistan
- M37: Farap – Türkmenabat – Mary – Tejen – Aşgabat – Türkmenbaşy
- Fähre über das Kaspische Meer (Türkmenbaşy – Baku)
- Grenze  Aserbaidschan

## Aserbaidschan
Strecke in Aserbaidschan: 515 km
- Grenze  Turkmenistan
- M2: Baku – Olot – Qazax
- Grenze  Georgien

## Georgien
Strecke in Georgien: 489 km
- Grenze  Aserbaidschan
- S4: Rustawi – Tiflis
- S9: Tiflis
- S1: Tiflis – Mzcheta – Chaschuri – Senaki
- S2: Senaki – Poti – Batumi
- Grenze  Türkei

## Türkei
Strecke in der Türkei: 960 km
- Grenze  Georgien
- : Trabzon – Samsun
- : Samsun – Merzifon
- : Merzifon – Gerede
- Otoyol 4: Gerede – Istanbul
- Otoyol 2: Istanbul
- Otoyol 3: Istanbul – Edirne